# Joanna Pacuła
Joanna Pacuła, parfois appelée Ioana Pacula, née le 30 décembre 1957 à Tomaszów Lubelski, est une actrice polonaise.

## Biographie
Elle s'est formée à l'art dramatique à l'École nationale de théâtre polonaise de Varsovie.
En décembre 1981, alors que la loi martiale sévissait en Pologne, elle était en vacances à Paris. Elle y reste et entretient une relation avec Roman Polanski, qui lui ouvre les portes du mannequinat aux États-Unis. Elle y fait à deux reprises la couverture de Vogue. C'est aussi Polanski qui la recommanda pour le rôle principal dans Gorky Park (1983), son premier rôle important, apprécié par les critiques.

## Filmographie

### Cinéma
- 1977 : Le Camouflage (Barwy ochronne) de Krzysztof Zanussi : Une étudiante
- 1979 : Ultima noapte de dragoste de Sergiu Nicolaescu : Lena
- 1983 : Gorky Park de Michael Apted  : Irina Asanova
- 1987 : Riposte immédiate de Terry Leonard : Elli
- 1988 : Sweet Lies de Nathalie Delon : Joelle
- 1988 : The Kiss de Pen Dusham : Felice
- 1989 : Désigné pour mourir (Marked for Death) de Dwight H. Little : Leslie
- 1992 : Body Puzzle de Lamberto Bava : Tracy
- 1992 : Black Ice de Neill Fearnley : Vanessa
- 1993 : Warlock II (Warlock: The Armaggeddon) de Anthony Hickox : Paula Dare
- 1993 : Under Investigation de Kevin Mayer (réalisateur) : Abbey Jane Strong
- 1993 : Tombstone de George Pan  Cosmatos : Kate
- 1994 : Timemaster de James Glickenhaus : Evelyn Adams
- 1994 : Le Silence des jambons (Il Silenzio dei prosciutti) de Ezio Greggio : Lily Wine
- 1995 : Dernier Souffle (Last Gap) de Scott McGinnis : Nora Weeks
- 1995 : Not Like us de Dave Payne : Anita Clark
- 1997 : The Haunted Sea de Dan Golden et Daniel Patrick : Premier Maître Bergren
- 1997 : Le Jeune Homme amoureux de Manuel Lombardero : Marta
- 1997 : Heaven Before I die d'Izidore K. Musallem : Selma
- 1998 : Le Géant et moi (My Giant) de Michael Lehmann : Liliana Rotaru
- 1998 : Talents Cachés (Error in judgement) de Scott P. Levy : Liz
- 1999 : Virus de John Bruno : Nadia Vinogradiya
- 2001 : No Place Like Home de Craig Clyde : Mme Klein
- 2001 : Contrat sans retour (The Hit) de Vincent Morton : Sonia
- 2002 : Séduction Meurtrière (Cupid's Prey) de Dale G. Bradley : Iris Wetherton
- 2002 : Warrior Angels de Byron W. Thompson : Elizabeth
- 2004 : El Padrino de Damian Chapa : Jessica Lancaster
- 2004 : Dead Easy de Neil Sundstrom : Teresa Storm
- 2004 : Dinocrocodile, la créature du lac (Dinocroc) de Kevin O'Neill : Paula Kennedy
- 2005 : Le Sang du diamant (The Cutter) de William Tannen : Elizabeth Teller
- 2006 : Honor de David Worth : Rose Tyrell
- 2006 : Forget about it de BJ Davis : Talia Nitti
- 2008 : Chicano blood de Damian Chapa : Judge
- 2009 : Good God Bad Dog de Benni Tadd Atoori : Ruth Averill
- 2010 : Black Widow de Mark Roemmich : Olivia[2]
- 2013 : ICE Agent : Sheila Hayman[3]
- 2020 : Break Even de Shane Stanley : Agent Crowe[4]

### Télévision
- 1980 : Dom (Série TV) : Ewa Szymosiuk-Talar
- 1987 : Les Rescapés de Sobibor (Escape from Sobibor) (Téléfilm) : Luka
- 1990 : E.A.R.T.H. Force'' (série télévisée) : Diana Randall
- 1992 : Contamination mortelle (Condition Critical) (Téléfilm) : Dr Lena Poole
- 1994 : Red Alien (Téléfilm) : Monica Quik
- 1999 : Poker d'As (Dead man's gun) (série télévisée) : Yvonne Ballinger
- 1999 : Crash and Byrnes (Téléfilm) : Lisette
- 2000 : 100 % Normal (Brutally Normal) (série télévisée) : Gogi
- 2002 : Les Nuits de l'étrange (série télévisée) : Chef des immigrants
- 2003 : La Colère du ciel (Téléfilm) : Dr Valery Landis
- 2008 : Monk (Saison 7, épisode 6) (série télévisée) : Leyla Zlatavich
- 2012 : Un enfant à vendre (Stolen Child) (Téléfilm) : Tatiana
- 2014 : Bones (saison 9, épisode 19) (Bones) : Drina Mirga